# Crossodactylus schmidti
Espèce
Statut de conservation UICN

 NT  : Quasi menacé
Crossodactylus schmidti est une espèce d'amphibiens de la famille des Hylodidae.

## Répartition
Cette espèce se rencontre entre 300 et 750 m d'altitude :
- en Argentine dans la province de Misiones ;
- au Brésil dans les États du Paraná, du Rio Grande do Sul et du Santa Catarina ;
- dans le sud-est du Paraguay.

## Étymologie
Cette espèce est nommée en l'honneur de Karl Patterson Schmidt.

## Publication originale
- Gallardo, 1961 : Anfibios anuros de Misiones con la descripción de una nueva especie de Crossodactylus. Neotropica, vol. 7, p. 33–38.